# 耶律陳家奴
耶律陈家奴（?—?），字绵辛。辽国将领。辽懿祖弟葛剌八世孙。
辽兴宗重熙年间，补牌印郎君，因当值不至，降为本班。后来从皇帝行猎，逐鹿围内，受鞭笞。后受耶律仁先举荐，授御盏郎君。历任鹰坊、尚厩、四方馆副使，改徒鲁古皮室详稳。太后生辰，他进诗献驯鹿，受到嘉奖，赐珠彩。听说兄长去世，不告而去，又被鞭笞。辽道宗清宁初年，官至右夷离毕，掌刑狱。后太子耶律濬遭诬被废，辽道宗以为他党附太子，将他免职。当时，西北诸部叛，辽道宗授耶律陈家奴为乌古部节度使行军都监，屡建战功。寿昌三年（1097年），以功加尚书右仆射。寿昌六年（1100年），为南院大王。辽天祚帝即位，乾统元年（1101年），转任山陵使，次年六月致仕。八十岁卒。

## 延伸阅读
[在维基数据编辑]
 《遼史·卷95》，出自脱脱《遼史》